# Ida Karstoft
Ida Kathrine Karstoft (29 ottobre 1995) è una velocista danese, vincitrice della medaglia di bronzo nei 200 metri piani agli Europei di Monaco di Baviera 2022.

## Biografia
Nel 2022 ha migliorato i record nazionali di velocità all'aperto appartenenenti alla connazionale Astrid Glenner-Frandsen risalenti al 2019 (rispettivamente 11"39 nei 100 m piani e 43"90 nella staffetta 4×100 m), dopo aver migliorato anche i record indoor dei 60 metri piani (il 7"34 di Mathilde Kramer, 2019) e dei 200 metri piani (precedentemente con il tempo di 23"87 di Sara Slott Petersen, 2016).

## Record nazionali
Seniores
- 60 metri piani indoor: 7"24 ( Aarhus, 2 marzo 2022)
- 100 metri piani: 11"32 ( Hvidovre, 11 giugno 2022)
- 200 metri piani: 22"67 ( Madrid, 18 giugno 2022)
- 200 metri piani indoor: 23"22 ( Uppsala, 13 febbraio 2022)
- Staffetta 4×100 metri: 43"46 ( Eugene, 22 luglio 2022)

## Palmarès
| Anno | Manifestazione  | Sede     | Evento      | Risultato  | Prestazione | Note             |
| ---- | --------------- | -------- | ----------- | ---------- | ----------- | ---------------- |
| 2018 | Europei         | Berlino  | 4×100 m     | Batteria   | 44"09       |                  |
| 2019 | Mondiali        | Doha     | 4×100 m     | Batteria   | 43"92       |                  |
| 2021 | World Relays    | Chorzów  | 4×100 m     | 6ª         | 45"34       |                  |
| 2021 | Giochi olimpici | Tokyo    | 4×100 m     | Batteria   | 43"51       |                  |
| 2022 | Mondiali indoor | Belgrado | 60 m piani  | Semifinale | 7"30        |                  |
| 2022 | Mondiali        | Eugene   | 200 m piani | Semifinale | 22"84       |                  |
| 2022 | Mondiali        | Eugene   | 4×100 m     | Batteria   | 43"46       | Record nazionale |
| 2022 | Europei         | Monaco   | 200 m piani | Bronzo     | 22"72       |                  |
| 2024 | Giochi olimpici | Parigi   | 200 m piani | Batteria   | 23"01       |                  |